# 堀江実蔵

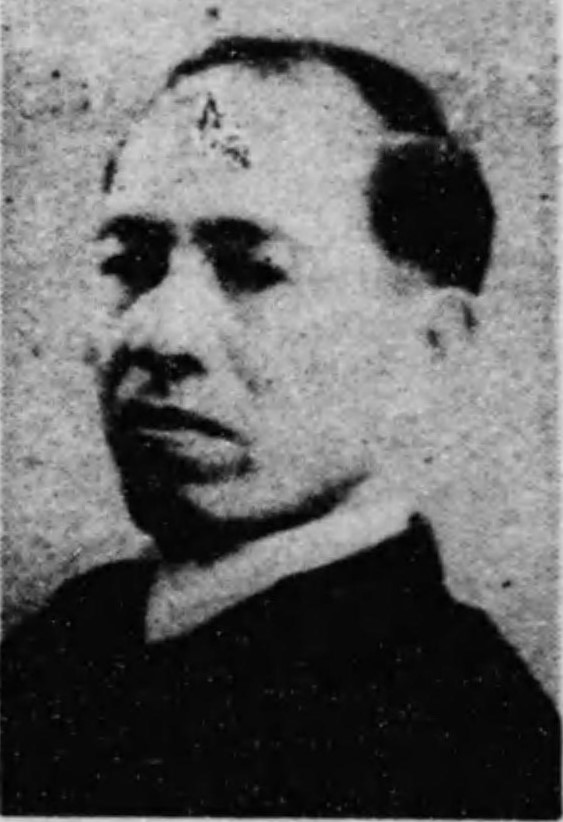
堀江実蔵

堀江 実蔵（實藏、ほりえ じつぞう、1903年（明治36年）4月10日 - 1986年（昭和61年）1月9日）は、昭和期の農民運動家、政治家。衆議院議員。

## 経歴
鳥取県東伯郡八橋町（のち東伯町、現・琴浦町）出身。農業を営む。
八橋町会議員、同町農地委員会長、同町農業会理事、鳥取県果実協会副会長、日本園芸農協連理事会長などを務めた。また、日本農民組合東伯郡協議会長、日本労働農民党鳥取県支部常任執行委員、日本労働党鳥取県支部常任執行委員、日本農民組合鳥取県支部連合会副会長、鳥取県農民総同盟常任執行委員中部協議会長なども務めた。
1947年（昭和22年）4月の第23回衆議院議員総選挙で鳥取県全県区から鳥取県農民総同盟公認で出馬して当選し、労働者農民党に所属して衆議院議員に1期在任した。その後、第24回総選挙、1950年（昭和25年）6月の第2回参議院議員通常選挙で全国区に立候補したがいずれも落選した。
1955年（昭和30年）から日本社会党所属で鳥取県議会議員を連続4期務めた。